# Districte de Haa
El Districte de Haa és un dels 20 districtes que formen el regne de Bhutan. La regió està situada a la part est del país i limita amb els districtes de Samtse pel sud-oest, Paro a l'est, Chukha al sud i amb el Tibet pel nord-oest. El districte està format per 6 municipis (anomenats gewogs): Katsho, Ueso, Bji, Samar, Sombaykha i Gakiling. Aquests municipis formen en total quasi un centenar de poblacions que allotgen 13,655 habitants (2017), dels quals 2.596 es troben a la seva capital homònima. La superfície del districte de 1.900 km² amb una altitud compresa entre els 1.000 i els 5.000 metres i on gairebé el 80% del territori està cobert per boscos.
La principal font d'ingressos del districte és l'agricultura on més de la meitat de la població hi té relació. Els principals cultius de la zona són l'arròs, el blat i l'ordi. També s'hi cultiven patates, pomes i xilis a les zones baixes i a les zones més accessibles de les valls.
No és una regió massa turística. L'any 2016 la van visitar un total de 4.550 turistes. Dins de la regió hi trobem la Reserva Natural Estricta de Torsa, una de les zones protegides del país. Aquesta reserva ocupa gran part dels gewogs de Bji i Sombaykha però dins la reserva no hi viu ningú. La Reserva de Torsa està connectada amb el Parc Nacional Jigme Dorji a través d'un corredor biològic a la part nord del districte. Posteriorment es va re-anomenar aquesta reserva Jigme Khesar Strict Nature Reserve.
A la vall de Haa s'hi troben gran quantiat de petits temples i gompes com el Haa Gompa, Katsho Goemba, Haa Dzong i el Haa Dratshang; o com els temples Lhakhang Karpo i Lhakhang Ngapo (temple blanc i temple negre).